# Somowono
Somowono is een bestuurslaag in het regentschap Purworejo van de provincie Midden-Java, Indonesië. Somowono telt 1085 inwoners (volkstelling 2010).